# Tracte corticoespinal
El tracte corticoespinal o via corticoespinal és un conjunt d'axons motors que viatgen des de l'escorça cerebral (on es troba la motoneurona superior) fins a les astes anteriors de la medul·la espinal (on fa contacte amb la motoneurona inferior). El tracte corticoespinal conté exclusivament axons motors. Prop del 90% dels axons es creuen en el bulb raquidi (en el punt conegut com a encreuament de les piràmides). Això explica per què els moviments d'un costat del cos són controlats pel costat oposat del cervell.
El tracte corticoespinal és un dels tractes piramidals, l'altre és el tracte corticobulbar.

## El tracte motor
El tracte corticoespinal s'origina en les neurones piramidals gegants (cèl·lules de Betz) de l'escorça motora. Els cossos neuronals en l'escorça motora envien els seus axons als nuclis motors dels nervis cranials principalment del costat contralateral dels peduncles cerebrals (tracte corticopeduncular), protuberància o pont de Varolio (tracte corticopontí), el bulb raquidi (tracte corticobulbar); no obstant això, la major part d'aquestes fibres s'estenen cap avall fins a la medul·la espinal (tracte corticoespinal). La majoria de les fibres corticoespinals (prop del 90%) es creuen cap al costat contralateral en el bulb raquidi (encreuament piramidal), mentre que algunes d'elles (10%) es creuen al seu nivell en la medul·la espinal.
Existeix una representació somatotòpica precisa de les diferents parts del cos en l'escorça motora primària, amb l'àrea del membre inferior localitzada en l'escorça medial (prop de la línia mitjana), i l'àrea de l'extremitat cefàlica localitzada en l'escorça lateral, en la convexitat de l'hemisferi cerebral (homuncle motor). L'àrea motora del braç i la mà és la major i ocupa la part precentral del gyrus, localitzada entre l'àrea del membre inferior i de la cara.
Els axons motors es mouen junts i viatgen a través de la substància blanca cerebral, i formen part de la cama posterior de la càpsula interna.
Les fibres motores continuen cap avall dins del tronc cerebral. El feix d'axons corticoespinals és visible com dues estructures en forma de columnes ("piràmides") en la cara ventral de la medul·la espinal -d'aquí ve el nom de via piramidal.

## Imatges addicionals

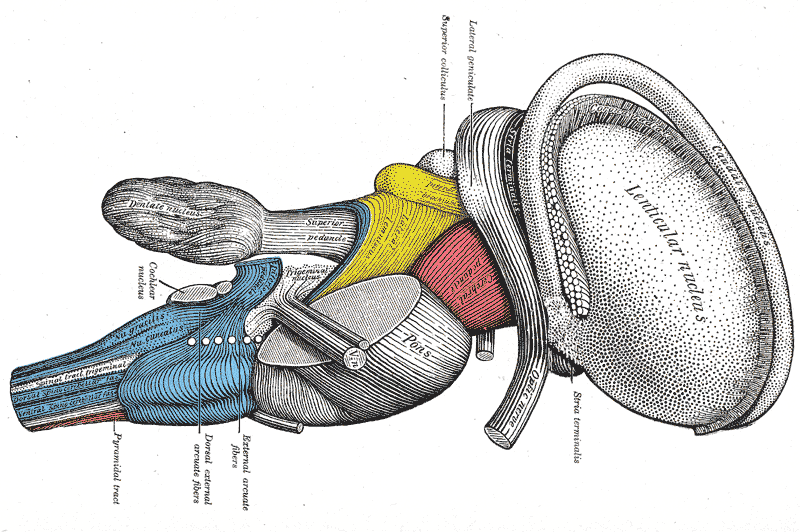
Dissection of brain-stem. Lateral view.
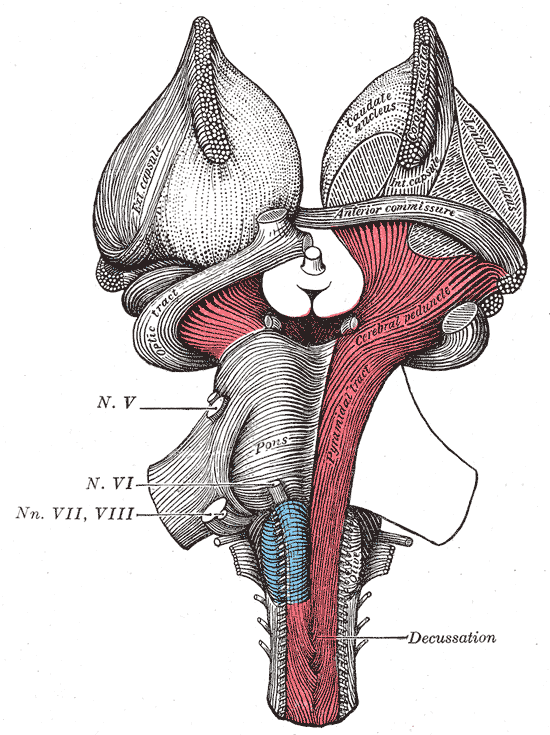
Superficial dissection of brain-stem. Ventral view.
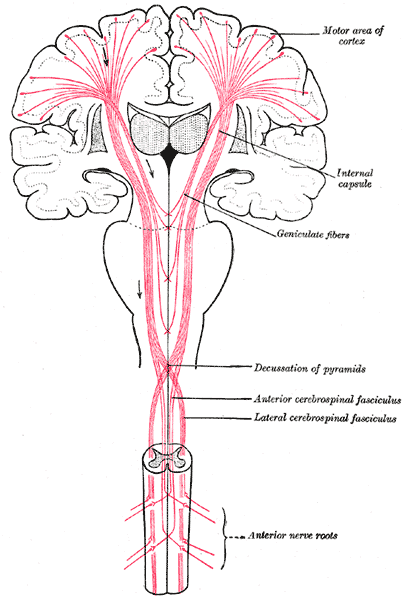
The motor tract.
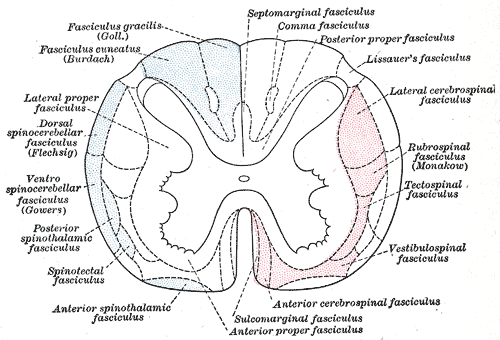
Diagram of the principal fasciculi of the spinal cord, from Gray's anatomy

## Per a saber-ne més
- Canavero S. Textbook of therapeutic cortical stimulation. New York: Nova Science, 2009